# Roxana McGowan
Roxana McGowan (Chicago, 15 de marzo de 1897-Santa Mónica, 22 de noviembre de 1976), fue una actriz cinematográfica estadounidense con una carrera breve, desarrollada entre 1917 y 1919, en la época del cine mudo.

## Biografía
Nacida en Chicago, Illinois, sus padres eran Major y L. McGowan.
Mc Gowan fue actriz en diversas comedias de Mack Sennett. Entre sus filmes figuran Her Screen Idol (1918), con Ford Sterling y Louise Fazenda, Villa of the Movies (1917), The Summer Girls (1918), Two Tough Tenderfeet (1918), She Loved Him Plenty (1918), y When Love Is Blind (1919), en este último haciendo un papel sin créditos.
McGowan estuvo casada con John M. Stahl, un destacado director cinematográfico al que había conocido en los estudios Tiffany Pictures. Posteriormente se casó con el actor y director Albert Ray, teniendo la pareja dos hijos, Albert y Roxana.
Roxana McGowan falleció en Santa Mónica, California, en 1976, a causa de una arteriosclerosis crónica con afectación cardiaca. Fue enterrada en el Cementerio Forest Lawn Memorial Park de Glendale, California.